# LP 944-20
LP 944-20 är en ensam stjärna belägen i södra delen av stjärnbilden Ugnen.Den har en skenbar magnitud av ca 18,69 och kräver ett kraftfullt teleskop med kamera för att kunna observeras. Baserat på parallax enligt Gaia Data Release 3 på ca 155,6 mas beräknas den befinna sig på ett avstånd av ca 21 ljusår (ca 6,4 parsec) från solen. Den rör sig bort från solen med en heliocentrisk radialhastighet av ca 7,5 km/s. Stjärnan har en av de svagaste visuella magnituderna som listas på RECONS-sidan. Den är ändå en av de ljusaste bruna dvärgarna, om inte den ljusaste på JMKO=10,68 ± 0,03 magnitud.

## Observation

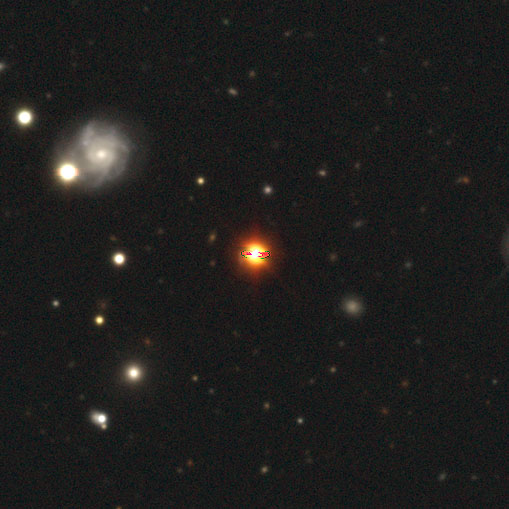
LP 944-20. FOTO: äldre undersökningar

LP 944-20 upptäcktes i Luyten-Palomar Survey. Den visas som en stjärna med R=17,5 magnitud med en egenrörelse på 334 mas/år i en katalog från 1979. Den publicerades dock först 1975 av Luyten & Kowal.name="J"/> Den återupptäcktes i APM-undersökningen, en kvasarundersökning, där den röda färgen noterades. Det första spektrumet publicerades 1997 av Kirkpatrick, Henry & Irwin. En spektraltyp av M9 eller senare tilldelades i detta arbete och ett avstånd på cirka 5 parsec fastställdes baserat på uppmätt parallax. År 1998 upptäckte Tinney att denna M-dvärg visar 6708 Å litiumabsorptionslinje och H-alfa-emissionslinje, vilket hjälpte till att begränsa åldern till cirka 500 miljoner år och etablerade den som en brun dvärg med en massa på cirka 60 jupitermassor. 

## Egenskaper
Kort efter att LP 944-20 etablerats som en brun dvärg, upptäcktes 1998 den snabba rotationen. Senare påstod ett verk 1999 ha upptäckt variabilitet i LP 944-20. En sökning efter stoft kring LP 944-20 har visat att den inte har någon stoftskiva.
 
På grund av korta rotationsperioder visar denna unga bruna dvärg starka och frekventa röntgenutbrott och har ett starkt magnetfält som når 135 G på fotosfärnivån. Den 15 december 1999 upptäcktes en röntgenstrålning från stjärnan. Den 27 juli 2000 upptäcktes radiostrålning (i utstrålning och stillastående) från denna bruna dvärg av ett team av studenter vid Very Large Array. 
Observationer publicerade 2007 visade att atmosfären i LP 944-20 innehåller mycket litium och att den har stoftmoln. En sökning efter exoplaneter genomfördes 2006 med hjälp av metoden med radiell hastighet. Inga planeter hittades, men variabilitet med en amplitud på 3,5 km/s upptäcktes. Denna variation beror sannolikt på vädereffekter och den bruna dvärgens rotation.
År 2015 togs högupplösta dopplerbilder av LP 944-20 och GJ 791.2A. Tidsseriespektra visar linjeprofilförvrängningar, som tolkades som stjärnfläckar. Dessa stjärnfläckar rekonstruerades och visade sig vara koncentrerade på höga breddgrader. Modelleringen ger en bättre passform av ΔT=200 K mellan stjärnfläckar (Tfläck =2 100 K) och fotosfär (Tfoto = 2 300 K).
 
I ett stort program 2016 fastställdes spektraltypen att vara M9β i det optiska och L0β i det infraröda banden. Beta står för en yttyngdkraft som ligger mellan normal och låg. Massan beräknades vara 29,62 ± 16,67 jupitermassor. Observationer med TESS fann att LP 944-20 är variabel med en period på cirka 3,8 timmar och en amplitud på 1760 ± 100 ppm. Detta överensstämmer med tidigare uppskattningar om en period på mindre än 4,5 timmar.